# Blanchester
Blanchester är en ort (village) dels i Clinton County, och dels i Warren County, i delstaten Ohio. Orten har fått sitt namn efter grundarna John och Joseph Blancett. Blanchester hade 4 243 invånare enligt 2010 års folkräkning.